# Aeroportul Municipal Vero Beach
Aeroportul Municipal Vero Beach (IATA: VRB, ICAO: KVRB, FAA LID: VRB) este un aeroport din Vero Beach⁠(d), Comitatul Indian River, Florida, Statele Unite ale Americii ce deservește zona Vero Beach⁠(d). Aeroportul a fost tranzitat în 2019 de 15.396 de pasageri. A fost deschis în 1929 și numit după zona deservită.
Situat la o altitudine de 7 m, aeroportul dispune de 3 piste.

## Infrastructură

### Piste
Aeroportul dispune de 3 piste: 
- pista 4/22 din asfalt, cu dimensiunile 4.974 picioare × 100 picioare
- pista 12L/30R din asfalt, cu dimensiunile 3.504 picioare × 75 picioare
- pista 12R/30L din asfalt, cu dimensiunile 7.314 picioare × 106 picioare